# Championnat d'URSS de hockey sur glace 1948-1949
Saison précédente Saison suivante
La saison 1948-1949 est la 3e saison du championnat d'Union soviétique de hockey sur glace. Toutes les rencontres se jouent du 12 décembre 1948 au 26 février 1949.

## Classement
| Clt   | Équipe                  | PJ | V  | D  | N | BP | BC  | Pts |
| ----- | ----------------------- | -- | -- | -- | - | -- | --- | --- |
| +001, | CDKA Moscou             | 18 | 12 | 1  | 2 | 80 | 29  | 32  |
| +002, | VVS MVO Moscou          | 18 | 12 | 3  | 3 | 78 | 34  | 27  |
| +003, | HK Dinamo Moscou        | 18 | 11 | 4  | 3 | 79 | 45  | 25  |
| +004, | Krylia Sovetov Moscou   | 18 | 10 | 4  | 3 | 62 | 40  | 23  |
| +005, | Spartak Moscou          | 18 | 9  | 6  | 3 | 67 | 54  | 21  |
| +006, | Dinamo Riga             | 18 | 8  | 7  | 3 | 55 | 53  | 19  |
| +007, | Dzerjinets Tcheliabinsk | 18 | 5  | 9  | 4 | 45 | 58  | 14  |
| +008, | Dynamo Léningrad        | 18 | 3  | 12 | 3 | 48 | 69  | 9   |
| +009, | Dinamo Tallinn          | 18 | 2  | 13 | 3 | 23 | 79  | 7   |
| +010, | Dzerjinets Léningrad    | 18 | 0  | 15 | 3 | 33 | 109 | 3   |

- Vainqueur de la compétition
- Relégué en 2e groupe

## Référence
Résultats de la saison sur Hockeyarchives